# Elecciones presidenciales de Rusia de 1991
Las primeras elecciones presidenciales de Rusia se realizaron el 12 de junio de 1991 en la aún República Socialista Federativa Soviética de Rusia para escoger al presidente de esa república de la URSS, que luego se convertiría en Presidente de la Federación Rusa. El candidato independiente Borís Yeltsin, apoyado por un conglomerado de partidos políticos demócratas y conservadores de diversa ideología, conocido como "Rusia Democrática", obtuvo la victoria con el 58.56% de los votos.
Yeltsin benefició en gran medida de la división de su principal opositor, el Partido Comunista de la Unión Soviética (PCUS), que presentó un solo candidato oficial, Nikolái Ryzhkov, pero cuyo voto se dividió luego de que dos candidatos independientes (Amán Tuléiev y Vadim Bakatin) se autoproclamaran candidatos del Partido Comunista. Al mismo tiempo, Albert Makashov se presentó como candidato de la seccional rusa del partido. De este modo, Ryzhkov quedó en segundo lugar con un distante 17% de los votos, y Vladímir Zhirinovski, del Partido Liberal Democrático de la Unión Soviética (actual Partido Liberal Democrático de Rusia), quedó en tercer lugar por delante de los otros tres candidatos comunistas.

## Sistema electoral
El Presidente de la Federación Rusa es elegido para un mandato de cinco años por mayoría absoluta de votos mediante un sistema de dos vueltas. Si ninguno de los candidatos recibe más del 50% de los votos en primera vuelta, se realiza un desempate entre los dos candidatos más votados tres semanas más tarde.
Estas fueron las únicas elecciones presidenciales rusas en las que hubo candidatos a vicepresidente, puesto que dicho cargo quedaría abolido con la constitución política de 1993. La candidatura a vicepresidente era similar a la de las elecciones presidenciales de Estados Unidos, presentándose como compañero de fórmula de un candidato a presidente.

## Resultados
|  | 58.56 % |

|  | 17.17 % |

|  | 7.98 % |

|  | 6.94 % |

|  | 3.82 % |

|  | 3.50 % |

|  | 95.92 % |

|  | 2.16 % |

|  | 1.92 % |

|  | 74.67 % |

|  | 25.33 % |